# 1644 a tudományban
Az 1644. év a tudományban és a technikában.

## Matematika
- Pietro Mengoli felveti a Bázel-problémát, melyet Euler csak 1735-ben tudott megoldani.

## Születések
- szeptember 25. – Ole Rømer csillagász, aki az első pontos közelítést adta a fénysebességre († 1710)

## Halálozások
- december 30. – Johan Baptista van Helmont flamand alkimista, kémikus, fiziológus, orvos (* 1579)